# Carolanne Foucher
Carolanne Foucher est une écrivaine, poétesse et comédienne québécoise née en 1993.

## Biographie
Née en 1993, Carolanne Foucher obtient un diplôme d'interprétation du Conservatoire d'art dramatique de Québec en 2018.
En 2020, elle publie son premier recueil de poésie, Deux et demie, aux éditions de Ta Mère. La même année, elle assure la co-direction artistique du Jamais Lu Québec lors de l'édition du dixième anniversaire du festival. Elle poursuit également son travail de comédienne, ayant joué notamment dans Chapitres de la chute et Fièvre, pièces pour lesquelles elle a été finaliste pour le prix du Théâtre du Trident et pour le Prix de la critique à Québec, respectivement,
Parallèlement à son travail de poétesse, elle écrit la pièce de théâtre Manipuler avec soin, qui est jouée initialement au Théâtre La Licorne en novembre 2021, puis reprise au théâtre la Bordée en août 2022, en plus d'être lancée chez Ta Mère.
Son second recueil de poèmes, Submersible, sort en mars 2022. Il s'agit d'un recueil de poésie narrative qui aborde le suicide et la dépression. Ce recueil est le fruit de deux ans de travail à rédiger des poèmes sur un document Google Drive gardé en tout temps à portée de main. Moins d'un mois après la sortie de Submersible, son recueil de poésie jeunesse, Dessiner dans les marges et autres activités de fantômes, est lancé aux éditions de la Bagnole.
Son écriture est la croisée du théâtre et de la poésie, mobilisant sa « formation de comédienne pour injecter une bonne dose de pivots dramatiques et d'humour dans tout ce qu'elle écrit ».

## Œuvres

### Poésie
- Deux et demie, Montréal, Les Éditions de Ta mère , 2020, 114 p.  (ISBN 9782924670835)
- Submersible, Montréal, Les Éditions de Ta mère, 2022, 133 p.  (ISBN 9782925110279)

### Poésie jeunesse
- Dessiner dans les marges et autres activités de fantôme, Montréal, Les Éditions de la Bagnole, 2022, 108 p.  (ISBN 9782897145569)

### Théâtre
- Manipuler avec soin, Montréal, les Éditions de Ta mère, 2022, 130 p.  (ISBN 9782925110408)

### Ouvrages collectifs
- « Sundae aux fraises », dans Ma première fois - Huit nouvelles pour changer les règles (sous la direction de Geneviève Morin), Montréal, Les éditions de La Bagnole, 2023, p. 37-63.  (ISBN 9782897146399)

## Télévision
- 2023 : Haute Démolition : Elena Miller

## Théâtre
- 2025: Ici par hasard, texte de Carolanne Foucher, mise en scène de Cédrik Lapratte-Roy, production de la Moindre des choses,Centre du Théâtre d'Aujourd'hui
- 2023 : 34B, texte d'Isabelle Hubert et mise en scène de Marie-Josée Bastien, Théâtre la Bordée.
- 2022 : La Paix des femmes, texte et mise en scène de Véronique Côté, Théâtre la Bordée.
- 2022 : La fin de la fiction, texte de Carolanne Foucher, Jean-Philippe Joubert, Marie-Hélène Lalande, Danielle LeSaux-Farmer et Olivier Normand, mise en scène de Jean-Phillipe Joubert, Théâtre Périscope, coproduction de Nuages en pantalon et Théâtre Catapulte.
- 2021 : Manipuler avec soin, texte de Carolanne Foucher, mise en scène de Pascale Renaud-Hébert, production du Théâtre Bistouri, Théâtre La Licorne, puis au Théâtre la Bordée en 2022
- 2019  Fièvre, texte et mise en scène de Rosalie Cournoyer, production de Vénus à vélo, Premier Acte, 2019.
- 2018 : Chapitres de la chute, texte de Stefano Massini, traduction de Pietro Pizzuti, mise en scène d'Olivier Lépine, production de Portrait-Robot, Théâtre Périscope.

## Prix et honneurs
- 2024: Récipiendaire, prix de la critique section Québec catégorie Meilleur spectacle Jeunesse, pour Dessiner dans les marges et autres activités de fantôme [12]
- 2022 : Finaliste, Prix littéraire du gouverneur général catégorie Littérature jeunesse – texte, pour Dessiner dans les marges et autres activités de fantôme [13]
- 2021: Finaliste, Prix de la critique à Québec 2019-2020, catégorie interprétation féminine, pour son rôle d'Elle dans Fièvre[5]
- 2019 : Finaliste, Prix Nicky-Roy du Théâtre du Trident, pour ses rôles dans Chapitres de la chute[4]